# Willa Konstantego Wolnego
Willa Konstantego Wolnego – willa miejska z 1898 roku w Katowicach przy ulicy Zacisze 3.

## Historia
Willa została wybudowana jako mieszkanie dla dyrektora ówczesnej Königliche Baugewerksschule (Królewskiej Szkoły Budowlanej) w 1898 roku równocześnie z gmachem szkoły (obecnie siedzibą Akademii Muzycznej im Karola Szymanowskiego w Katowicach). Autor projektu długo pozostawał nieznany. Przypisywano go architektowi  T. Ranikowi, a także dyrektorowi szkoły Meyerowi oraz nauczycielom Dresmannowi i Mildemu. W 2007 ustalono, że był nim miejski radca budowlany Albert Weiss. Prace budowlane prowadziła firma Grünfelda i Weissa.
W willi mieszkał prof. dr Heinrisch Seipp.  Po przyłączeniu Katowic do Polski w 1922 roku budynek szkoły przeznaczono na siedzibę główną Urzędu Województwa Śląskiego i Sejmu Śląskiego, a willę dyrektora przekazano  marszałkowi Sejmu Śląskiego Konstantemu Wolnemu, który mieszkał tu z rodziną do 1939 roku. Dom odwiedzali wybitni działacze narodowi, m.in. Wojciech Korfanty, Józef Rymer, ksiądz Emil Szramek, gen. Józef Haller, a także przedstawiciele górnośląskiej palestry.
W 2002 roku w 80. rocznicę pierwszej sesji Sejmu Śląskiego przy wejściu do obiektu umieszczono tablicę upamiętniającą Konstantego Wolnego.
W 1931 roku dom stał się własnością Państwowego Konserwatorium Muzycznego. Obecnie mieści się tu rektorat Akademii Muzycznej w Katowicach.
Budynek objęty jest ochroną konserwatorską.

## Architektura
Willa o niesymetrycznym rzucie, zbliżonym do prostokąta w stylu neogotyckim, nawiązująca do twórczości „szkoły hanowerskiej”.
Fasada trójosiowa z wejściem poprzedzonym schodkami  umieszczonym od zachodu. Wysuniętą bryłę główną wieńczy szczyt nawiązujący do formy krenelażu. Okna z nadprożem w kształcie łuku, na piętrze ramowane są kolumnami. W części centralnej fasady biforium. W narożniku południowo-zachodnim zaprojektowano parterowy wykusz, a nad nim taras. Niesymetryczne elewacje ozdabiają elementy dekoracji szachulcowej.
Za sienią znajduje się dwukondygnacyjny hall ze schodami zabiegowymi, doświetlony oknami umieszczonymi na elewacji północnej. Pokoje zlokalizowane od frontu i południa pełniły funkcję reprezentacyjno-mieszkalną, pomieszczenia usytuowane od wschodu – gospodarczą. Dodatkowe wejście od strony szkoły sugeruje, że gabinet pana domu również mieścił się w tej części domu. Na piętrze zaprojektowano pokoje prywatne, sypialnię i łazienkę. Z oryginalnego wyposażenia zachowały się drewniane schody zabiegowe, kasetonowy sufit w hallu, stolarka okienna i drzwi zewnętrzne. W sieni znajduje się dekoracja malarska sufitu z motywami kwiatowymi. Okna w wykuszu posiadają obramowanie w formie dwóch ceglanych spiralnie skręconych kolumienek.
Willa wraz z budynkiem szkoły tworzyła układ obwiedziony wspólnym ogrodzeniem. Po południowej stronie domu zlokalizowany był niewielki ogród. Obecnie, w wyniku rozbudowy teren pomiędzy willą a budynkiem Akademii Muzycznej zajął gmach Centrum Nauki i Edukacji Muzycznej „Symfonia” wzniesiony w latach 2005–2007. W miejscu dawnego ogrodu znajduje się parking. W 2008 roku wykonano przeszkloną przewiązkę łączącą willę z resztą zabudowań Akademii, w tym czasie rozpoczęto też prace renowacyjne domu.

## Galeria

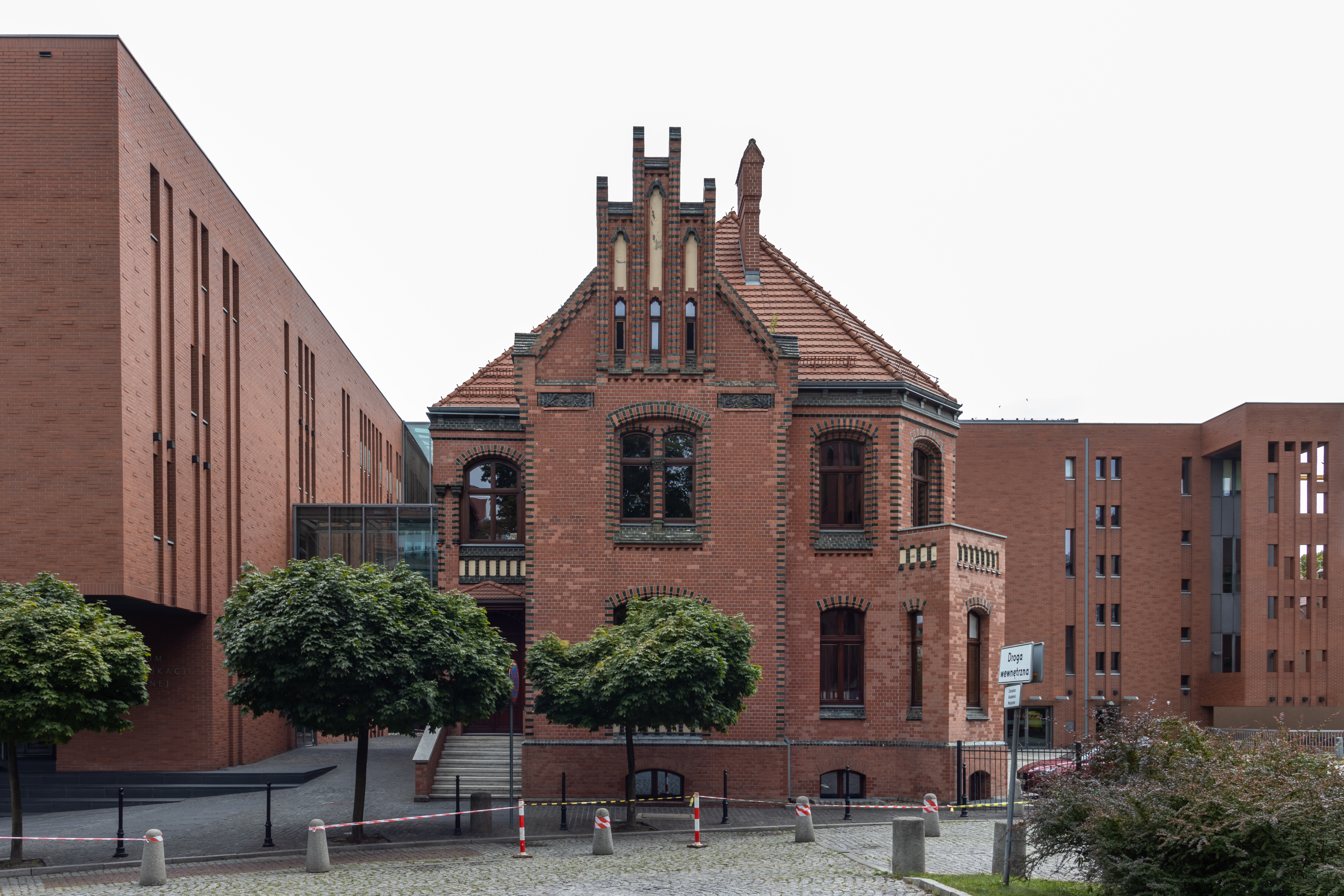
Willa Konstantego Wolnego (2024)
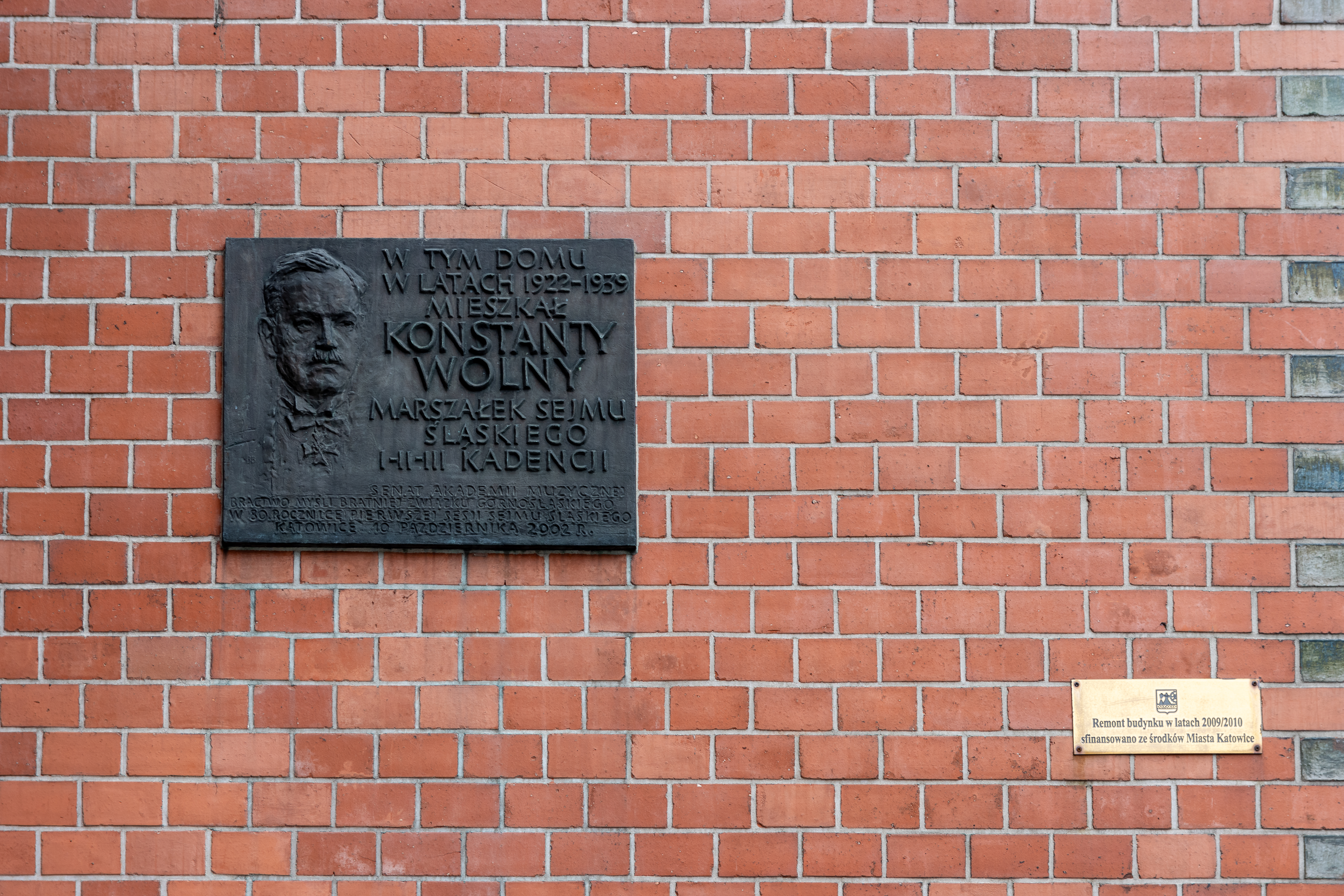
Tablica upamiętniająca Konstantego Wolnego (2024)
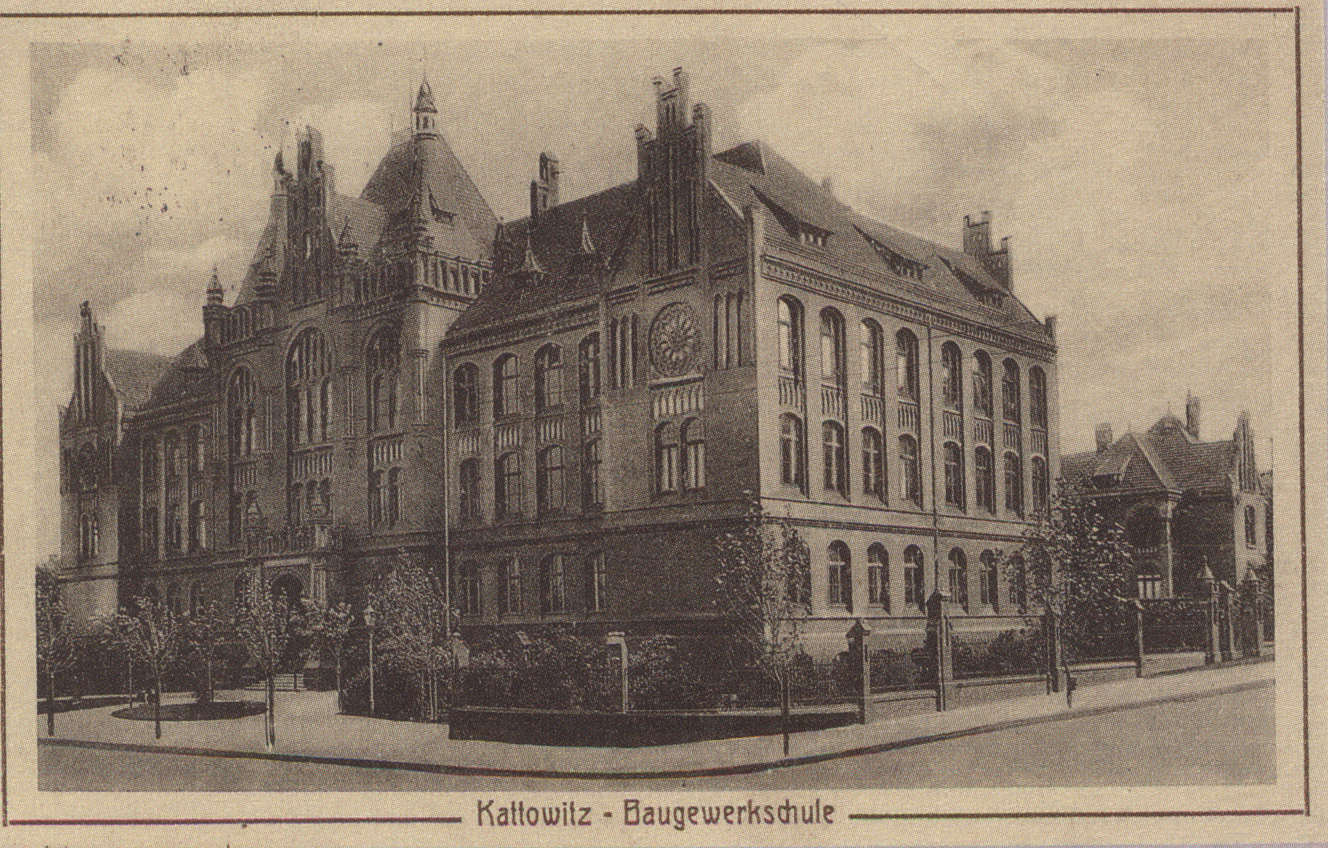
Gmach Akademii Muzycznej w Katowicach; z tyłu willa K. Wolnego. Pocztówka z 1914 roku
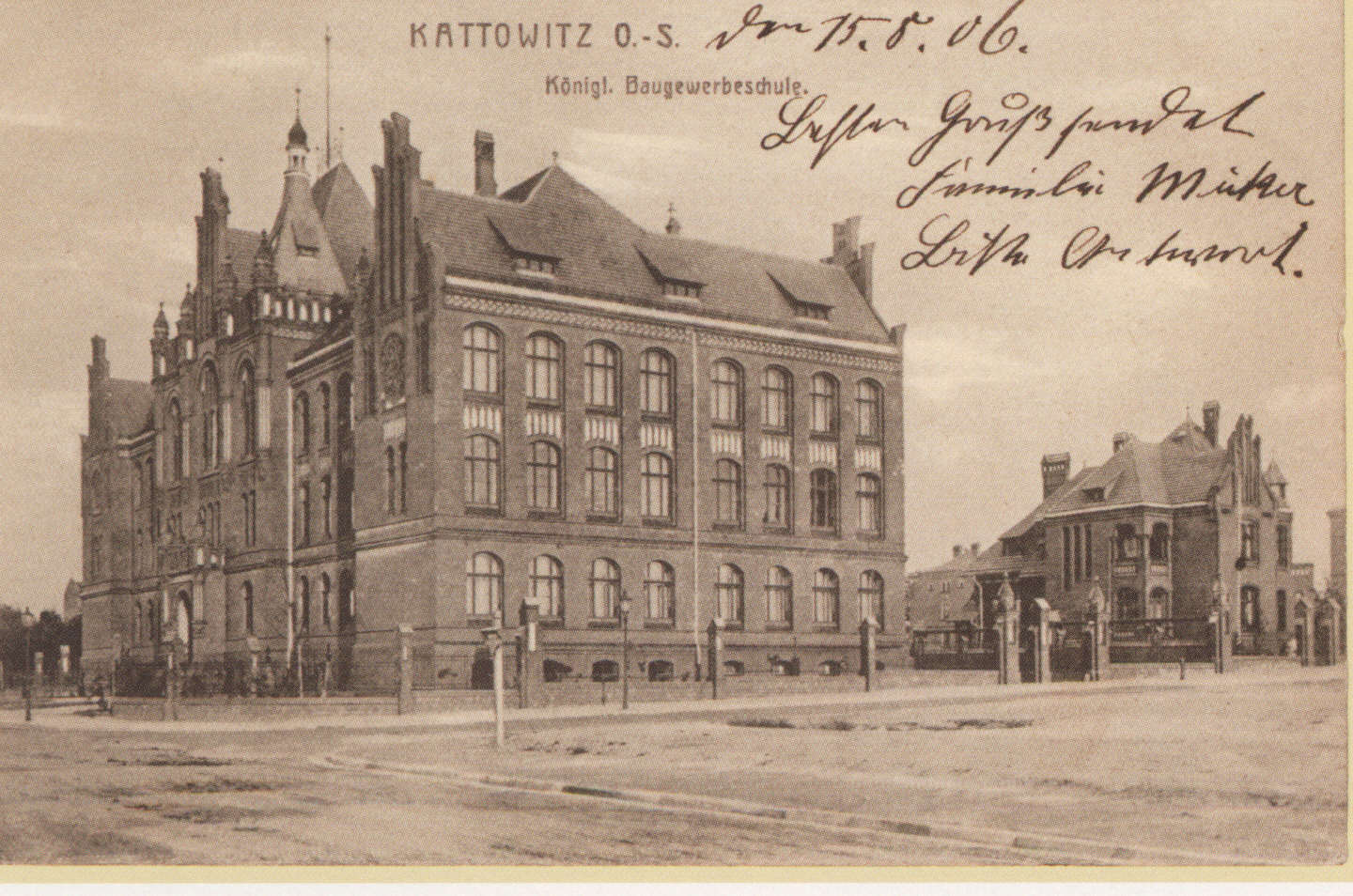
Akademia Muzyczna w Katowicach; obok willa K. Wolnego. Pocztówka z 1906 roku
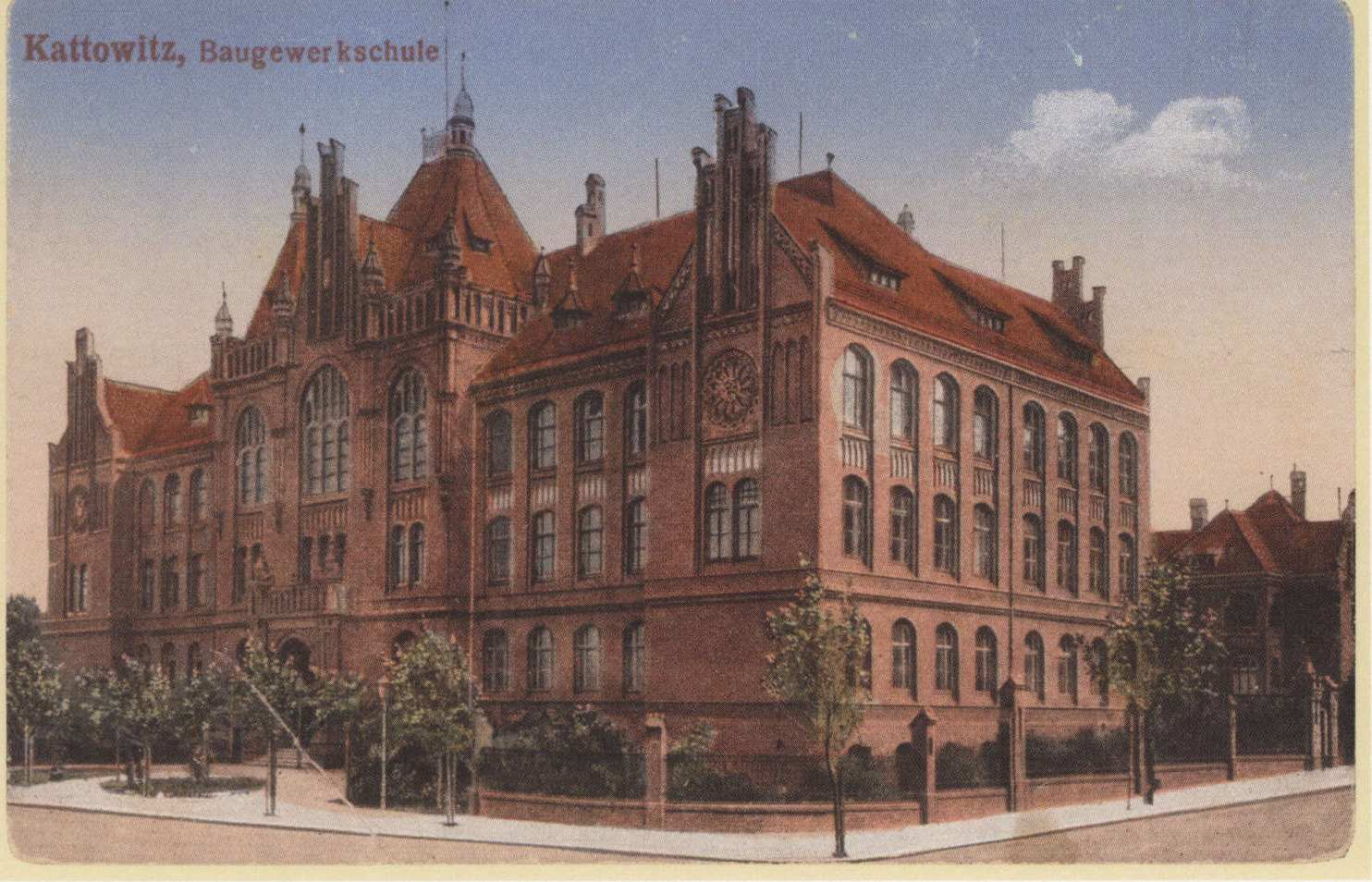
Akademia Muzyczna w Katowicach, w tle willa K. Wolnego. Pocztówka z 1918 roku